# John L. Holland
John Lewis Holland (21 oktober 1919 – 27 november 2008) was een Amerikaans psycholoog. Hij werd vooral bekend door de ontwikkeling van het RIASEC-model, een theorie die gebruikt wordt bij het begeleiden van studie- en beroepskeuzeprocessen. 

## Leven en opleiding
Holland werd geboren in Omaha, Nebraska. In 1942 behaalde hij zijn bachelor in psychologie aan de Universiteit van Nebraska te Omaha, waarna hij aan de slag ging als psychologisch assistent in het leger. Hierbij nam hij vooral tests af en stond hij in voor classificatiegesprekken. Hij bleef in het leger tot in 1946, waarna hij terugkeerde naar de universiteit. Ditmaal was het de Universiteit van Minnesota, waar hij in 1947 zijn master behaalde en in 1952 zijn doctoraat verdedigde. 
Aan de Universiteit van Minnesota heerste toen een sterk empirische, atheoretische cultuur, Dust Bowl empiricism genoemd. Echter, lessen wetenschapsfilosofie van Herbert Feigl wakkerden bij Holland de interesse voor theorie aan. Die zou van groot belang zijn voor zijn latere werk.

## Het RIASEC-model

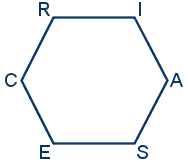
De zeshoek van Holland, met de Holland codes

In 1959 publiceerde Holland het artikel A theory of vocational choice. Daarin stelt hij dat zowel individuele mensen als werkomgevingen te classificeren vallen op basis van zes types. Bij het maken van een beroepskeuze komt het er dus op neer jouw persoonlijkheid en interesses te projecteren op de werkomgeving en zo een goede afstemming ('match') te vinden tussen jouw type en dat van de job. 
De zes types zijn:
- Realistic: gericht op praktische vaardigheden en doorzettingsvermogen
- Investigative: gericht op onderzoek, analyse, rationaliteit en kritiek
- Artistic: gericht op expressie, verbeeldingskracht, emotie en openheid
- Social: gericht op empathie, geduld, behulpzaamheid en samenwerking
- Enterprising: gericht op ambitie, zelfzekerheid, leiderschap en communicatie
- Conventional: gericht op nauwkeurigheid, orde, efficiëntie en het opvolgen van regels

Naar de eerste letters van de types werd dit model RIASEC gedoopt. Ook spreekt men weleens van de Holland codes. Holland visualiseerde zijn model in een zeshoek, waarmee hij weergaf dat elk type het tegengestelde van een ander is. Zo staat Artistic lijnrecht tegenover Conventional. 
Holland ontwikkelde ook verschillende tests waarmee je je eigen type kan bepalen. Dat vertaalt zich in een code, bijvoorbeeld ASIERC, waarbij de eerste letter het type is waar je het hoogst op scoort en de laatste het laagst. Aan de hand hiervan kan geanalyseerd worden welke werkomgeving (of opleiding) het geschiktst voor je is.
Doorheen de jaren bleef Holland zijn model bijschaven. Regelmatig publiceerde hij herziene versies. Zijn theorie wordt wereldwijd gebruikt in verscheidene vormen. In België is bijvoorbeeld de SIMON-interessetest voor leerlingen van het laatste jaar secundair onderwijs (ontwikkeld aan de Universiteit Gent) hierop gebaseerd.

## Later onderzoek en emeritaat
In 1969 verbond Holland zich aan de Johns Hopkins-universiteit in Baltimore. Hier publiceerde hij verder belangrijk onderzoek over persoonlijkheden en carrièrekeuze. Officieel ging hij met emeritaat in 1980, maar hij bleef onderzoek verrichten tot zijn dood in 2008. 